# 埃·芒夏木达则布
埃·芒夏木达则布（藏語：རྔེགས་མང་ཞམ་སྟག་ཚབ，威利转写：rngegs mang zham stag tshap，？—727年）是吐蕃帝国的一位将军。出身埃氏贵族。
根据《吐蕃大事纪年》记载，他在725年韦·绮力心儿藏热死后被任命为大相。726年，他被命令主持夏季盟会，并且向百姓征收税收上交给赞普。
他在727年逝世，大相的位置由另一位将军韦·达扎恭略（悉诺逻恭禄）继任。
| 埃·芒夏木达则布        |                        |                                   |
| 前任： 韦·绮力心儿藏热 | 吐蕃大贡论 725年—727年 | 繼任： 韦·达扎恭略 （悉诺逻恭禄） |